# Zygocera lugubris
Zygocera lugubris là một loài bọ cánh cứng trong họ Cerambycidae.